# Junip
Junip – szwedzki zespół muzyczny, w skład którego wchodzą: Elias Araya, Tobias Winterkorn, i José González, znany również ze swojej solowej działalności. Pod koniec 2005 roku wydali EP (minialbum) Black Refuge. 14 września 2010 roku wydali pełny album Fields.

## Wybrana dyskografia
| Tytuł  | Dane dot. albumu                               | Pozycja na liście |
| Tytuł  | Dane dot. albumu                               | SWE               |
| ------ | ---------------------------------------------- | ----------------- |
| Fields | - Data: 10 września 2010 - Wydawca: City Slang | 41                |
| Junip  | - Data: 22 kwietnia 2013 - Wydawca: City Slang | 55                |